# Pere Riba Cabana
Pere Riba Cabana (Matadepera, 2 de mayo de 1970) es un expiloto de motociclismo español, que compitió internacionalmente desde mediados de la década de los 90 hasta mediados de la década del 2000. Especialista en categoría de Supersport, fue dos veces Campeón de España (1993 y 1996).

## Trayectoria internacional
Debutó en el Campeonato del Mundo de Motociclismo en la 1993 en la categoría de 250 cc, pilotando una Honda durante seis Grandes Premios, sin  conseguir ningún punto. Tampoco no lo consiguió dos años más tarde, durante la temporada de 1995, donde disputó once Grandes Premios en la misma categoría con una Aprilia.
Ya en 2002 compitió en la categoría de MotoGP con una Yamaha YZR500 del equipo Antena 3 Yamaha d'Antín, consiguiendo finalmente cuatro puntos.

### Supersport y Superbikes
Tuvo una carrera más larga en las competiciones de motocicletas derivades de las de serie, como el Campeonato Mundial de Superbikes u el de Campeonato Mundial de Supersport, donde participó entre 1996 y 2007.
Hacia finales de la temporada de 2007, anunció su retirada de la competición para dedicarse en la función de piloto de pruebas de Kawasaki, en particular para el desarrollo de la versión deportiva de la Kawasaki Ninja ZX-6R/RR. Justamente con este modelo volvió esporádicamente a la competición, participando en alguna carrera del Campeonato japonés  de Supersport durante 2009.
En 2010 se convirtió en jefe del equipo de Superbikes, trabajando con Joan Lascorz, Loris Baz y Jonathan Rea.

## Resultados

### Campeonato del Mundo de Motociclismo
Sistema de puntuación de 1993 hasta 2022:
| Posición | 1.º | 2.º | 3.º | 4.º | 5.º | 6.º | 7.º | 8.º | 9.º | 10.º | 11.º | 12.º | 13.º | 14.º | 15.º |
| Puntos   | 25  | 20  | 16  | 13  | 11  | 10  | 9   | 8   | 7   | 6    | 5    | 4    | 3    | 2    | 1    |

#### Carreras por año
(Carreras en negrita indica pole position, carreras en cursiva indica vuelta rápida)
| Año  | Cat.   | Moto    | 1       | 2       | 3       | 4       | 5       | 6       | 7       | 8       | 9       | 10      | 11      | 12     | 13     | 14      | 15    | 16    | Pts. | Pos. |
| ---- | ------ | ------- | ------- | ------- | ------- | ------- | ------- | ------- | ------- | ------- | ------- | ------- | ------- | ------ | ------ | ------- | ----- | ----- | ---- | ---- |
| 1993 | 250cc  | Honda   | AUS -   | MAL -   | JAP -   | ESP -   | AUT -   | ALE -   | NED -   | EUR 17  | RSM -   | GBR Ret | CZE 20  | ITA 17 | USA 17 | FIM Ret |       |       | 0    | -    |
| 1995 | 250cc  | Aprilia | AUS 16  | MAL Ret | JAP 17  | ESP Ret | ALE -   | ITA Ret | NED 17  | FRA Ret | GBR Ret | CZE 26  | RIO Ret | ARG 20 | EUR -  |         |       |       | 0    | -    |
| 2002 | MotoGP | Yamaha  | JPN DNQ | RSA 13  | SPA Ret | FRA -   | ITA Ret | CAT 15  | NED Ret | GBR -   | GER -   | CZE -   | POR Ret | RIO -  | PAC -  | MAL -   | AUS - | VAL - | 4    | 27.º |

### Campeonato Mundial de Supersport

#### Carreras por año
(Carreras en negrita indica pole position, carreras en cursiva indica vuelta rápida)
| Año  | Equipo   | 1      | 2       | 3      | 4       | 5       | 6       | 7       | 8       | 9       | 10      | 11      | 12      | 13      | Pts. | Pos. |
| ---- | -------- | ------ | ------- | ------ | ------- | ------- | ------- | ------- | ------- | ------- | ------- | ------- | ------- | ------- | ---- | ---- |
| 1998 | Ducati   | GBR 5  | ITA 7   | SPA 3  | GER 2   | SMR 5   | RSA Ret | USA Ret | GBR 5   | AUT Ret | NED Ret |         |         |         | 78   | 7.º  |
| 1999 | Kawasaki | RSA 15 | GBR Ret | SPA 3  | ITA 10  | GER Ret | SMR Ret | USA -   | EUR DNQ | GER 7   | NED 6   | GER 8   |         |         | 50   | 13.º |
| 2000 | Honda    | AUS 5  | JPN Ret | GBR 10 | ITA 17  | GER -   | SMR DSQ | SPA 3   | EUR 5   | NED Ret | GER Ret | GBR Ret |         |         | 44   | 13.º |
| 2001 | Honda    | SPA 1  | AUS 5   | JPN 4  | ITA Ret | GBR 12  | GER Ret | SMR Ret | EUR 6   | GER 2   | NED Ret | ITA 5   |         |         | 94   | 6.º  |
| 2003 | Kawasaki | SPA 11 | AUS 8   | SMR 9  | ITA 9   | GER 6   | GBR 7   | SMR Ret | GBR Ret | NED Ret | ITA Ret | FRA 6   |         |         | 59   | 11.º |
| 2004 | Kawasaki | SPA -  | AUS -   | SMR -  | ITA -   | GER -   | GBR 7   | GBR -   | NED -   | ITA -   | FRA -   |         |         |         | 9    | 28.º |
| 2006 | Kawasaki | QAT -  | AUS -   | ESP -  | ITA -   | EUR -   | RSM -   | CZE -   | GBR 4   | NED -   | ALE -   | IMO -   | FRA -   |         | 13   | 27.º |
| 2007 | Honda    | QAT 5  | AUS 6   | EUR 15 | SPA Ret | NED 12  | ITA 12  | GBR Ret | SMR Ret | CZE 25  | GBR 9   | GER 17  | ITA Ret | FRA Ret | 37   | 19.º |

### Campeonato Mundial de Superbikes

#### Carreras por año
(Carreras en negrita indica pole position, carreras en cursiva indica vuelta rápida)
| Año  | Moto     | 1     | 1      | 2     | 2     | 3      | 3      | 4       | 4      | 5      | 5      | 6     | 6     | 7      | 7      | 8      | 8      | 9      | 9      | 10     | 10     | 11      | 11     | 12     | 12     | Pts. | Pos. |
| Año  | Moto     | R1    | R2     | R1    | R2    | R1     | R2     | R1      | R2     | R1     | R2     | R1    | R2    | R1     | R2     | R1     | R2     | R1     | R2     | R1     | R2     | R1      | R2     | R1     | R2     | Pts. | Pos. |
| ---- | -------- | ----- | ------ | ----- | ----- | ------ | ------ | ------- | ------ | ------ | ------ | ----- | ----- | ------ | ------ | ------ | ------ | ------ | ------ | ------ | ------ | ------- | ------ | ------ | ------ | ---- | ---- |
| 1996 | Honda    | SMR - | SMR -  | GBR - | GBR - | GER -  | GER -  | ITA -   | ITA -  | CZE -  | CZE -  | USA - | USA - | EUR -  | EUR -  | INA -  | INA -  | JPN -  | JPN -  | NED -  | NED -  | SPA Ret | SPA 18 | AUS -  | AUS -  | 0    | -    |
| 1997 | Honda    | AUS 9 | AUS 14 | SMR 9 | SMR 9 | GBR 18 | GBR 15 | GER Ret | GER 22 | ITA 18 | ITA 11 | USA - | USA - | EUR 12 | EUR 13 | AUT 15 | AUT 11 | NED 12 | NED 14 | SPA 11 | SPA 13 | JPN 23  | JPN 13 | INA 11 | INA 11 | 69   | 14.º |
| 2005 | Kawasaki | QAT - | QAT -  | AUS - | AUS - | SPA -  | SPA -  | ITA -   | ITA -  | EUR 14 | EUR 12 | SMR - | SMR - | CZE -  | CZE -  | GBR -  | GBR -  | NED -  | NED -  | GER -  | GER -  | ITA -   | ITA -  | FRA -  | FRA -  | 6    | 30.º |